# Communay
Communay település Franciaországban, Rhône megyében. Lakosainak száma 4524 fő (2022. január 1.). Communay Saint-Symphorien-d'Ozon, Chasse-sur-Rhône, Chuzelles, Seyssuel, Sérézin-du-Rhône, Simandres és Ternay községekkel határos.

## Népesség
A település népességének változása:
| Lakosok száma | 4128 | 4153 | 4271 | 4197 | 4219 | 4242 | 4455 | 4508 | 4524 |
|               | 2013 | 2015 | 2016 | 2017 | 2018 | 2019 | 2020 | 2021 | 2022 |